# Атия (село)
Атия (болг. Атия) — село в Болгарии. Расположен на побережье Чёрного моря. Находится в Бургасской области, входит в общину Созопол. Население составляет 932 человека (2022).
Село состоит из двух частей. Расстояние между ними около 1 км. Неподалёку от Атии расположена болгарская военно-морская база.

## Политическая ситуация
В местном кметстве Атия, в состав которого входит Атия, должность кмета (старосты) исполняет Ренета Атанасова Стоева (коалиция в составе 3 партий: Союз свободной демократии (ССД), Болгарский демократический союз «Радикалы», движение НАШИЯТ ГРАД) по результатам выборов 2007 года.
Кмет (мэр) общины Созопол — Панайот Василев Рейзи (коалиция в составе 3 партий: Союз свободной демократии (ССД), Болгарский демократический союз «Радикалы», движение НАШИЯТ ГРАД) по результатам выборов 2007 года.